# Dwars door België 1985
La Dwars door België 1985, quarantesima edizione della corsa, si svolse il 21 marzo su un percorso di 198 km, con partenza ed arrivo a Waregem. Fu vinta dal belga Eddy Planckaert della squadra Panasonic davanti ai connazionali Eric Vanderaerden e Jef Lieckens.

## Ordine d'arrivo (Top 10)
| Pos. | Corridore         | Squadra                 | Tempo    |
| ---- | ----------------- | ----------------------- | -------- |
| 1    | Eddy Planckaert   | Panasonic               | 4h52'00" |
| 2    | Eric Vanderaerden | Panasonic               | s.t.     |
| 3    | Jef Lieckens      | Lotto-Eddy Merckx       | a 3'27"  |
| 4    | Luc Colijn        | Safir-Van De Ven        | s.t.     |
| 5    | William Tackaert  | Fangio-Ecoturbo         | s.t.     |
| 6    | Marcel Laurens    | Eurosoap-Crack Meubelen | s.t.     |
| 6    | Luc Meersman      | Eurosoap-Crack Meubelen | s.t.     |
| 7    | Paul Haghedooren  | Lotto-Eddy Merckx       | s.t.     |
| 8    | Ludo De Keulenaer | Panasonic               | s.t.     |
| 9    | Henri Manders     | Kwantum Hallen-Decosol  | s.t.     |